# Lista de sub-regiões portuguesas ordenadas por área
A seguinte lista demostra todas as 25 sub-regiões portuguesas ordenadas por área de acordo com os censos oficiais da área do Instituto Nacional de Estatística.
| Sub-região / Ano             | Área (em km2) |
| ---------------------------- | ------------- |
| Alto Minho                   | 2.219         |
| Cávado                       | 1.246         |
| Ave                          | 1.451         |
| Área Metropolitana do Porto  | 2.041         |
| Alto Tâmega                  | 2.922         |
| Tâmega e Sousa               | 1.832         |
| Douro                        | 4.032         |
| Terras de Trás-os-Montes     | 5.544         |
| Oeste                        | 2.220         |
| Região de Aveiro             | 1.693         |
| Região de Coimbra            | 4.336         |
| Região de Leiria             | 2.449         |
| Viseu Dão-Lafões             | 3.238         |
| Beira Baixa                  | 4.615         |
| Médio Tejo                   | 3.344         |
| Beiras e Serra da Estrela    | 6.305         |
| Área Metropolitana de Lisboa | 3.015         |
| Alentejo Litoral             | 5.309         |
| Baixo Alentejo               | 8.543         |
| Lezíria do Tejo              | 4.275         |
| Alto Alentejo                | 6.084         |
| Alentejo Central             | 7.393         |
| Algarve                      | 4.997         |
| Açores                       | 2.322         |
| Madeira                      | 801           |
| TOTAL                        | 92.225        |

1. ↑  «PORDATA - Ambiente de Consulta». www.pordata.pt. Consultado em 22 de novembro de 2022